# Myrmica lemasnei
Myrmica lemasnei är en myrart som beskrevs av Bernard 1967. Myrmica lemasnei ingår i släktet rödmyror, och familjen myror. IUCN kategoriserar arten globalt som sårbar. Inga underarter finns listade i Catalogue of Life.